# Слуга в будинку
Слуга в будинку (англ. The Servant in the House) — американська драма режисера Джека Конуея 1921 року.

## У ролях
- Джин Гершолт — Менсон, слуга в будинку
- Джек Кертіс — Роберт Сміт
- Едвард Пейл ст. — Вільям Сміт
- Гарві Кларк — єпископ
- Клара Гортон — Мері
- Зінаїда Вільямс — Марта, дружина Вільяма Сміта
- Клер Андерсон — Мері Сміт, дружина Роберта Сміта
- Джон Гілберт — Персіваль
- Анна Додж — двірничка